# Ommastrephes
Ommastrephes is een geslacht van inktvissen uit de  familie van de Ommastrephidae. De wetenschappelijke naam van het geslacht werd in 1834 door Alcide Dessalines d'Orbigny gepubliceerd.

## Soorten
- Ommastrephes bartramii (Lesueur, 1821)

### Numen dubium
- Ommastrephes insignis Gould, 1852

### Nomen nudum
- Ommastrephes ayresii Gabb in Carpenter, 1864
- Ommastrephes californica Heath, 1908
- Ommastrephes crassus Lafont, 1871

### Synoniemen
- Ommastrephes arabicus (Ehrenberg, 1831) => Uroteuthis (Photololigo) arabica (Ehrenberg, 1831)
- Ommastrephes argentinus Castellanos, 1960 => Illex argentinus (Castellanos, 1960)
- Ommastrephes bartrami (Lesueur, 1821) => Ommastrephes bartramii (Lesueur, 1821)
- Ommastrephes brevimanus (Gould, 1852) => Ommastrephes bartramii (Lesueur, 1821)
- Ommastrephes caroli (Furtado, 1887) => Ommastrephes bartramii (Lesueur, 1821)
- Ommastrephes cylindraceus d'Orbigny [in 1834-1847], 1835 => Ommastrephes bartramii (Lesueur, 1821)
- Ommastrephes giganteus d'Orbigny [in Férussac & d'Orbigny], 1839–1842 => Dosidicus gigas (d'Orbigny [in 1834-1847], 1835)
- Ommastrephes gigas d'Orbigny [in 1834-1847], 1835 => Dosidicus gigas (d'Orbigny [in 1834-1847], 1835)
- Ommastrephes gouldi McCoy, 1888 => Nototodarus gouldi (McCoy, 1888)
- Ommastrephes hawaiiensis Berry, 1912 => Nototodarus hawaiiensis (Berry, 1912)
- Ommastrephes illecebrosus (Lesueur, 1821) => Illex illecebrosus (Lesueur, 1821)
- Ommastrephes pacificus Steenstrup, 1880 => Todarodes pacificus (Steenstrup, 1880)
- Ommastrephes pteropus Steenstrup, 1855 => Sthenoteuthis pteropus (Steenstrup, 1855)
- Ommastrephes robustus Verrill, 1876 => Onykia robusta (Verrill, 1876)
- Ommastrephes sagittatus (Lamarck, 1798) => Todarodes sagittatus (Lamarck, 1798)
- Ommastrephes sloanii Gray, 1849 => Nototodarus sloanii (Gray, 1849)
- Ommastrephes veranyi (Girard, 1889) => Todaropsis eblanae (Ball, 1841)
- Ommastrephes volatilis Sasaki, 1915 => Ornithoteuthis volatilis (Sasaki, 1915)